# The LP
The LP è l'album d'esordio dell'artista hip hop statunitense Large Professor. 

## Il disco
Originariamente previsto per il 1996 sotto la Geffen Records, il lavoro è stato accantonato per anni. Rispolverato nel 2002 a livello promozionale, è stato distribuito ufficialmente solo nel 2009. Nel 1996, la Geffen pubblica due singoli dell'album, prima di abbandonare l'uscita del disco a causa della sua atmosfera «obsoleta». Large Professor riacquista i diritti dalla Geffen nel 2002 e nel 2009 pubblica ufficialmente The LP. Il featuring con Nas è uno dei punti salienti dell'album, in una traccia registrata dopo la pubblicazione di Illmatic e prima di It Was Written. Il livello altissimo della produzione salva anche i testi, rendendo The LP un «tesoro perduto».
| Recensione | Giudizio |
| ---------- | -------- |
| AllMusic   | [ 1 ]    |
| HipHopDX   | [ 2 ]    |

## Tracce

### Versione del 1996
| #  | Title                      | Length |
| -- | -------------------------- | ------ |
| 1  | "Sunrise"                  | 2:41   |
| 2  | "One Plus One (feat. Nas)" | 2:50   |
| 3  | "Hard"                     | 3:38   |
| 4  | "Spacey"                   | 3:04   |
| 5  | "For My People"            | 3:20   |
| 6  | "Hungry"                   | 2:45   |
| 7  | "Get Off the Bullshit"     | 3:44   |
| 8  | "Funky 2 Listen 2"         | 2:59   |
| 9  | "Dancing Girl"             | 3:47   |
| 10 | "Have Fun"                 | 3:11   |
| 11 | "IJUSWANNACHILL"           | 3:36   |
| 12 | "The Mad Scientist"        | 3:39   |

### Versione del 2009
| #  | Title                                  | Length |
| -- | -------------------------------------- | ------ |
| 1  | "Intro"                                | 1:02   |
| 2  | "That Bullshit"                        | 3:42   |
| 3  | "Hungry"                               | 2:43   |
| 4  | "I Juswanna Chill"                     | 3:23   |
| 5  | "Funky 2 Listen 2"                     | 2:54   |
| 6  | "Mad Scientist"                        | 4:22   |
| 7  | "Hard"                                 | 3:50   |
| 8  | "One Plus One" (feat. Nas)             | 2:48   |
| 9  | "The LP (For My People)"               | 3:17   |
| 10 | "Dancin' Girl" (feat. Len X's Ten)     | 3:45   |
| 11 | "Large Pro: Verbs"                     | 2:36   |
| 12 | "Havin' Fun"                           | 3:25   |
| 13 | "Spacey" (feat. Cee Lowe & Vandemator) | 2:59   |
| 14 | "Amaman"                               | 3:57   |
| 15 | "Queens Lounge"                        | 3:16   |
| 16 | "Bowne"                                | 3:53   |
| 17 | "Big Willie"                           | 3:38   |
| 18 | "Outro"                                | 1:45   |